# Proconsul nyanzae
Espèce
Proconsul nyanzae est une espèce éteinte d'hominoïdes (ordre des primates) du Miocène.

## Espèces apparentées et position phylogénétique
Différents fossiles de Proconsul nyanzae ont été découverts, chacun donnant lieu à la création d'une nouvelle espèce, voire d'un nouveau genre.
- L'espèce Proconsul nyanzae a d'abord été créée par Wilfrid Le Gros Clark et Louis Leakey en 1950.
- La même année, il a aussi été décrit par W. Le Gros Clark et L. Leakey comme Sivapithecus africanus.
- En 1967, il a été décrit par L. Leakey sous le nom de Kenyapithecus africanus [1].
- Une découverte plus récente, due à S. Ward et son équipe[2], pourrait conduire à le rebaptiser Equatorius africanus, ce qui le rapprocherait de la sous-famille des Afropithecinae avec Afropithecus turkanensis.

La découverte de L. Leakey en 1967 a été faite en Afrique orientale et a été datée du Miocène moyen.
Comme Kenyapithecus africanus, il est souvent considéré comme appartenant aux groupes des grands singes et des humains, mais ne peut être relié directement à aucun hominoïde actuel.
Kenyapithecus africanus est le premier singe connu qui ait de temps à autre abandonné la vie arboricole.

## Morphologie
Proconsul nyanzae avait une formule dentaire comportant deux incisives, une canine, deux prémolaires et trois molaires (2:1:2:3) aux mâchoires supérieure et inférieure. Les prémolaires supérieures étaient grandes et l'émail sur les molaires relativement épais. La mâchoire inférieure était relativement robuste. Proconsul nyanzae avait une masse corporelle moyenne d'environ 30 kg.

## Habitat
Proconsul nyanzae vivait sur le continent africain et les fossiles ont été trouvés dans des zones qui suggèrent qu'il habitait un environnement forestier sec et ouvert.